# Lalrindika Ralte
Lalrindika Ralte (* 7. September 1992 in Lunglei) ist ein indischer Fußballspieler. Ralte ist in Indien für seine guten Distanzschüsse bekannt.

## Karriere

### Verein
Ralte begann seine Karriere bei Churchill Brothers SC und erzielte sein erstes Tor am 1. August 2010 gegen JCT Mills FC, Churchill gewann das Spiel mit 6:0. 2010 wurde er dann an die Pailan Arrows ausgeliehen und erzielte dort seinen ersten Treffer am 3. Dezember 2010, es war gleichzeitig das erste Spiel der Pailan Arrows überhaupt in der I-League. Am 7. Mai 2011 traf Ralte doppelt gegen Mumbai FC und verhalf seiner Mannschaft damit entscheidend zum 2:1-Sieg.
Nach Ende der Leihfrist kehrte er zu Churchill Brothers SC zurück und erzielte dort am 1. November 2011 sein erstes Tor seit seiner Rückkehr gegen Prayag United, das Spiel endete 1:1. Nach insgesamt sieben erzielten Toren wechselte Ralte im Mai 2012 zum East Bengal Club, wo er sein Debüt für seinen neuen Verein am 21. September 2012 gegen Sporting Clube de Goa gab. Seinen ersten Treffer für East Bengal schoss er am 27. September 2012 im Federation Cup gegen seinen alten Verein Churchill Brothers SC, das Tor fiel in der 111. Minute der Verlängerung. Sein erstes Tor in der I-League für seinen neuen Arbeitgeber erzielte er am 11. Oktober 2012 gegen United Sikkim FC per Freistoß in der 82. Minute, es war das einzige Tor des Spiels, East Bengal gewann das Spiel mit 1:0.

### Nationalmannschaft
Ralte spielte für die U-16, U-19 und für U-23 Indiens. Für die U-16 erzielte er drei Tore, zwei davon erzielte er per Doppelpack am 4. Oktober 2008 gegen Südkorea beim ersten Gruppenspiel der U-16-Asienmeisterschaft 2008, das Spiel verlor Indien jedoch 2:5. Für die U-19 traf er am 10. November 2009 innerhalb fünf Minuten (15. und 19. Minute) ebenfalls doppelt, doch auch dieses Spiel verlor seine Mannschaft mit 3:4 gegen Omans U-19. Sein Debüt für die erste Auswahl Indiens gab Ralte am 10. Juli 2011 gegen die Malediven in einem Freundschaftsspiel, als er für Syed Nabi eingewechselt wurde. Das Spiel endete 1:1.